# 廣松渉
廣松 渉（ひろまつ わたる、男性、1933年8月11日 - 1994年5月22日）は、日本の哲学者。東京大学名誉教授。筆名に門松 暁鐘など。

## 生涯・人物
福岡県柳川市蒲池出身。出生地は山口県厚狭郡（現在の山陽小野田市）。1946年、中学1年生の時に日本青年共産同盟に加盟。 1949年4月、高校進学と同時に日本共産党に入党する。1950年の50年分裂では国際派に所属し、 1951年に国際派の「全国統一会議」が解散した後は、党に戻らず全日本学生自治会総連合（全学連）などで活動。
福岡県立伝習館高等学校から放校後に、大検に合格して大学進学資格を得て、東京学芸大学に入学するも、中退して東京大学文学部哲学科に再入学をする。当初はエルンスト・マッハに対する関心が強かったが、指導教官の勧めもあってカント研究に専念することになる。その後、東京大学大学院に進学。1965年に博士後期課程を単位取得退学している。
1955年7月、日共第六回全国協議会（六全協）を受けて復党するも、翌年に出版した共著書『日本の学生運動』が問題視されて離党した。1958年12月、共産党と敵対する共産主義者同盟（ブント）が結成されると以降、理論面において長く支援し続けた。1967年創刊の『情況』は、廣松が当時の金で100万円を援助して、創刊されたものだという。創設者の古賀暹によれば、いったん断ったが、喫茶店で上半身の服を脱ぎ、さらしから100万円を出し、「男が一度出した金を引っ込めることはできない」と言われたことから、創刊を決意したと言う（荒岱介『破天荒な人々 叛乱世代の証言』（彩流社、2005）古賀暹インタビュー）。 ソ連・東欧の社会主義体制が崩壊しつつあった1990年にはフォーラム90sの発足にも関わった。
1965年から1970年まで名古屋工業大学及び名古屋大学でドイツ語、哲学などを教えた。1965年名古屋工業大学着任、1966年助教授、1967年名古屋大学講師、1969年助教授。1970年、学生運動を支持して名古屋大学を辞職。
法政大学講師や、1973年に大森荘蔵の要請で東京大学教養学部の非常勤講師となり、1976年に助教授、1982年に教授に就任した。1994年3月に東京大学を定年退職。河合文化教育研究所の主任研究員となったが、既に病床にあったため一度も出勤しなかった。1994年5月22日、肺癌にて逝去。

## 思想
廣松の思想は、マルクス主義の立場に立脚し、近代の構図から離れて新たな思想を組み立てようとするところに特徴がある。その思想を以下の三つのキーワードから解説する。
- マルクス主義の疎外論から物象化論への展開

廣松は、マルクス主義の疎外論が「主体―客体」図式を前提にしているとして物象化論を唱えた。疎外論においては一人の主体が労働することによって、その労働に応じて生産物に「価値」が与えられ、主体はそのことによって生産物から疎外されるとされるが、「価値」はそのようなものではないと廣松は考える。物象化論の立場に立つ廣松は、「価値」の決定基準は「総労働に対する生産者たちの社会的関係」にあると考えており、一人の労働行為ではなく、関係の網目に組み込まれた人間達の「総労働」から逆説的に個々の労働の「価値」が決定されると考えた。つまり一人の主体が労働した分の価値が生産物に付与されるということはなく、むしろ総労働から個々の労働の価値が割り当てられてから、逆説的にある主体がその生産物に価値を付与したように見えるだけなのだ。マルクスはそうした事態を「取り違え(Quid pro quo)」と呼んでおり、これを商品の「物神的性格」だとした。廣松の物象化論において重要なのは「主体―客体」は近代の作り上げた虚構であり、「関係の一次性」が本質的なものであると主張している点である。
- 世界の共同主観的存在構造

廣松はこうした物象化論を発展させて、世界の共同主観的存在構造という独自の立場に立った。まず近代の「主体―客体」図式では「意識作用―意識内容―客体自体」という三項図式が成立してしまうと廣松は考える。しかしそうした三項図式はゲシュタルト心理学などから科学的に批判されており、もはや妥当性がないと考える。そこで廣松は現象（フェノメノン）の対象的二要因と主体的二重性について述べ、私達が認識する現象的（フェノメナルな）世界は本来、その二要因と二重性が重なり合った四肢的構造連関という在り方をしていると主張する。
まずフェノメナルな対象について廣松は、「即自的に、その都度すでに、単なる感性的所与以上の或るものとして現れる」と述べる。例えば私達が鉛筆を見るときそれは鉛筆「として」認識される。対象は常に「～として」という構造で認知される。この「～として」という構造は、イデアールなetwas(この場合鉛筆)がレアールな所与において肉化(inkarniren)しているということである。廣松はレアールとイデアールを交わらない対立としては見ずに、むしろ対象においてレアール・イデアールが二肢的に構造統一して現れているのだと考える。
そしてその対象を認識する主体について、フェノメノンは「誰かに対して」あるのだと廣松は考える。フェノメノンは私に対してだけでなく、彼に対して、あるいは子供に対して、外国人に対して、一般に任意の他者に対してもあることができ、その主体によって現われ方が異なる。例えば時計の音を聴くとき、日本語話者は「カチカチ」と聴くかもしれないが英語話者は「チックタック」と聴くかもしれない。つまり所与etwasを意識する在り方はその共同体によって共同主観化されているのである。だから対象が「に対して」拓けるのは単なる私として以上の私、いわば「我々としての私」であると廣松は考え、フェノメナルな世界が「に対して」拓ける主体は「誰かとしての誰」という二肢的二重性を持っているとする。
以上のそれぞれの二肢的性質を合わせ、廣松は四肢的構造連関とは「所与がそれ以上の或るものとして「誰」かとしての或る者に対してある(Gegebenes als etwas Mehr gilt einem als jemandem)」という世界の存在様式を世界の共同主観的存在構造として述べた。
- 近代の超克論

廣松は戦時中の思想の総括として近代の超克論について述べている。とりわけ廣松は京都学派の近代の超克論をマルクス主義の立場から、「人間疎外」を問題にしこの「疎外」的歴史状況の超克を論じたものだったと評している。京都学派の哲学的人間学は、人間を単なる「理性的存在者」としてみる啓蒙主義的人間観に対して、人間存在を「生の現実」に即し「情意的な面」まで含めて相対的に捉えよう努力したものであった。しかしそもそも哲学的人間が所謂人間主義の埒に根差すものであり、それは俗にいう「人間中心主義の時代」たる近代の地平に照応するところの、典型的な近代哲学、典型的な近代イデオロギーの一形態であると言わざるを得ない、として京都学派の近代の超克論が近代の枠組みから依然として脱出できていないことを指摘し批判した。
廣松渉の思想は多岐にわたるが、以上の三点が廣松の主要概念である。
廣松渉の政治思想には、共産党員であった母の影響が強いと言われる。マルクス / エンゲルスの思想における物象化論を中心に、マッハ、フッサール、ハイデッガー等と対質しながら、特異な文体を用いて、主観-客観の二項対立図式を止揚すべく独自の哲学を展開した。
マルクス、エンゲルスが草稿として残し、後の時代に編集されて出版された『ドイツ・イデオロギー』に関しては、1932年にマルクス・エンゲルス・レーニン研究所がV・アドラツキー編集で刊行した『マルクス・エンゲルス全集』（Marx / Engels historisch - krirische Gesamtausgabe いわゆる旧MEGA）第1部5巻に収録されたアドラツキー版が長らく決定版と見なされていたが、廣松渉はこの版の問題点を指摘。事実上の改竄に当たることを証明した功績は大きい。その後、独自に編集した『新編輯版ドイツ・イデオロギー』やその他の研究著書を発表し、現代でも高く評価されている。また、『ドイツ・イデオロギー』において、マルクスの思想がそれ以前の『経済学・哲学草稿』の疎外論から、後期の物象化論へ思想的転換が起こっているとの独自の見解を展開した。当時マルクス・エンゲルスの思想を疎外論を中心軸として解釈する立場を取る者が多かったため、後期物象化論を軸にしてマルクスを読み解こうとする廣松の見解は賛否両論の大きな反響を呼んだ。1960年代から1970年代にかけて出版された『マルクス主義の成立過程』『マルクス主義の地平』『マルクス主義の理路』は、マルクス主義三部作と呼ばれる。
マルクス、エンゲルスの研究の一方で、主観・客観図式による伝統的な認識論を批判。主観・客観とされているいずれの側も二重になっており、全体として世界の存在構造は「四肢的」だと指摘した。また、実体があって関係があると考える物的世界観に対し、関係があってこそ実体があると考える「事的世界観」を提起した。1970年代以降には、独自の哲学体系を構築することに力を注ぎ、1982年に主著となる『存在と意味』第1巻を発表した。これは全3巻の予定だったが、1993年に第2巻を出版したところで病に倒れることになった。
1994年3月16日の朝日新聞夕刊において、「東北アジアが歴史の主役に - 日中を軸に“東亜”の新体制を」と題した論説を発表し、「アメリカが、ドルのタレ流しと裏腹に世界のアブソーバー（需要吸収者）としての役を演じる時代は去りつつある。日本経済は軸足をアジアにかけざるをえない」と主張した。また、日中を軸とした東亜の新体制が「日本資本主義そのものの抜本的な問い直しを含むかたちで、反体制左翼のスローガンになってもよい時期であろう」とも唱えた。

## 著作
- 『エンゲルス論 その思想形成過程』（盛田書店） 1968、のちちくま学芸文庫
- 『マルクス主義の成立過程』（至誠堂） 1968
- 『マルクス主義の地平』（勁草書房） 1969、のち講談社学術文庫
- 『現代革命論への模索 新左翼革命論の構築のために』（盛田書店） 1970
- 『青年マルクス論』（平凡社） 1971、のち平凡社ライブラリー
- 『唯物史観の原像』（三一書房） 1971
- 『世界の共同主観的存在構造』（勁草書房） 1972、のち講談社学術文庫
- 『現代革命論への模索』（新泉社） 1972
- 『科学の危機と認識論』（紀伊国屋新書） 1973
- 『資本論の哲学』（現代評論社） 1974、のち平凡社ライブラリー
- 『マルクス主義の理路』（勁草書房） 1974年
- 『事的世界観への前哨 物象化論の認識論的 = 存在論的位相』（勁草書房） 1975
- 『もの・こと・ことば』（勁草書房） 1979、のちちくま学芸文庫
- 『<近代の超克>論 昭和思想史への一断想』（朝日出版社、エピステーメー叢書） 1980、のち講談社学術文庫
- 『マルクスの思想圏 本邦未紹介資料を中心に』（井上五郎補注、朝日出版社） 1980
- 『新左翼運動の射程』（ユニテ） 1981
- 『相対性理論の哲学』（日本ブリタニカ） 1981
- 『存在と意味 事的世界観の定礎』第1巻（岩波書店） 1982
- 『唯物史観と国家論』（論創社） 1982、のち講談社学術文庫
- 『物象化論の構図』（岩波書店） 1983、のち岩波現代文庫
- 『生態史観と唯物史観』（ユニテ） 1986、のち講談社学術文庫
- 『資本論の哲学』（勁草書房） 1987
- 『新哲学入門』（岩波新書） 1988
- 『哲学入門一歩前 モノからコトへ』（講談社現代新書） 1988
- 『心身問題』（青土社） 1989
- 『表情』（弘文堂） 1989
- 『弁証法の論理 弁証法における体系構成法』（青土社） 1989
- 『今こそマルクスを読み返す』（講談社現代新書） 1990
- 『知のインターフェイス 広松渉学際対話』（青土社） 1990
- 『マルクスと歴史の現実』（平凡社） 1990、のち平凡社ライブラリー
- 『現象学的社会学の祖型 A・シュッツ研究ノート』（青土社） 1991
- 『ヘーゲルそしてマルクス』（青土社） 1991
- 『哲学の越境 行為論の領野へ』（勁草書房） 1992
- 『存在と意味』第2巻（岩波書店） 1993
- 『近代世界を剥ぐ』（平凡社、これからの世界史） 1993
- 『東欧激変と社会主義』（「東欧激変と社会主義」刊行委員会） 1994
- 『フッサール現象学への視角』（青土社） 1994
- 『マルクスの根本意想は何であったか』（情況出版） 1994
- 「廣松渉コレクション」全6巻（情況出版） 1995
  1. 『共同主観性と構造変動』
  2. 『社会主義の根本理念』
  3. 『読み直されるマルクス - ドイツ・イデオロギーと共産党宣言』
  4. 『物象化論と経済学批判』
  5. 『哲学体系への新視軸』
  6. 『対論 知のアクチュアリテート』
- 「廣松渉著作集」全16巻（岩波書店） 1996 - 1997
  1. 『世界の共同主観的存在構造』 1996.6
  2. 『弁証法の論理』 1996.11
  3. 『科学哲学』 1997.3
  4. 『身心問題・表情論』 1996.12
  5. 『役割存在論』 1996.7
  6. 『社会的行為論』 1997.6
  7. 『哲学・哲学史論』 1997.1
  8. 『マルクス主義の成立過程』 1997.4
  9. 『エンゲルス論』 1997.5
  10. 『マルクス主義の哲学』 1996.8
  11. 『唯物史観』 1997.2
  12. 『資本論の哲学』 1996.9
  13. 『物象化論』 1996.10
  14. 『近代の超克』 1997.7
  15. 『存在と意味 第1巻』 1997.8
  16. 『存在と意味 第2巻』 1997.9
- 『廣松渉哲学小品集』（小林昌人編、岩波書店、同時代ライブラリー） 1996
- 『哲学者廣松渉の告白的回想録』（小林敏明編、河出書房新社） 2006
- 『事的世界観への前哨 物象化論の認識論的 = 存在論的位相』（ちくま学芸文庫） 2007
- 『廣松渉哲学論集』（熊野純彦編、平凡社ライブラリー） 2009
- 『廣松渉マルクスと哲学を語る 単行本未収録講演集』（小林昌人編、河合文化教育研究所） 2010
- 『役割理論の再構築のために』（岩波書店） 2010

### 共編著
- 『現代哲学の最前線』（第２回「哲学奨励山崎賞」授賞記念シンポジウム　廣松渉＋山崎賞選考委員会ー荒川幾男、生松敬三、田島節夫、宮川透、山崎正一、足立和浩、村上陽一郎、　河出書房新社）1975.11

- 『ヘーゲル』（平凡社、世界の思想家12） 1976
- 『哲学に何ができるか 現代哲学講義』（五木寛之対談、朝日出版社、Lecture books） 1978.12、中公文庫 1996
- 『仏教と事的世界観』（吉田宏晢共著、朝日出版社、エピステーメー叢書） 1979.12
- 『マルクス・エンゲルスの革命論』（片岡啓治共編、紀伊國屋書店、マルクス主義革命論史1） 1982
- 『唯物史観と国家論』（山本耕一共著、論創社） 1982.2
- 『メルロ=ポンティ』（港道隆共著、岩波書店、20世紀思想家文庫） 1983.7
- 『共同主観性の現象学』（増山真緒子共著、世界書院） 1986.10
- 『資本論を物象化論を視軸にして読む』（岩波セミナーブックス） 1986.7
- 『相対性理論の哲学』（勝守真共著、勁草書房） 1986
- 『ヘーゲル左派論叢』第1-4巻（良知力共編、御茶の水書房） 1986 - 1987
- 『歴史的実践の構想力』（小阪修平共著、作品社） 1991.11
- 『記号的世界と物象化』（丸山圭三郎対談、情況出版） 1993

## 翻訳
- 『感覚の分析』（エルンスト・マッハ、須藤吾之助共訳、法政大学出版局） 1971
- 『認識の分析』（エルンスト・マッハ、加藤尚武共編訳、法政大学出版局） 1971
- 『手稿復元新編輯版 ドイツ・イデオロギー』（カール・マルクス, フリードリヒ・エンゲルス、編訳、河出書房新社） 1974、のち小林昌人補訳で岩波文庫